# Biffarius
Biffarius és un gènere de gambes fantasma dins la família Callianassidae, que conté espècies anteriorment incloses dins el gènere Callianassa. Els seus membres són petits i generalment viuen a la zona intermareal. L'abril de 2020, una nova espècie va ser descrita des de la costa nord-est del Brasil. Biffarius va ser anomenat en honor de Thomas A. Biffar, i inclou les següents espècies:
- Biffarius arenosus  (Poore, 1975)
- Biffarius biformis (Biffar, 1971)  (Bífex, 1971)
- Biffarius botterae  (Hernáez, Miranda i Tavares, 2020)
- Biffarius ceramicus  (Fulton ⁇ Grant, 1906)
- Biffarius debilis Hernandez-Aguilera, 1998
- Biffarius delicatulus Rodrigues ⁇ Manning, 1992
- Biffarius filholi  (A. Milne-Edwards, 1878)
- Biffarius fragilis (Biffar, 1970)  (Bífex, 1970)
- Biffarius lewtonae  (Ngoc-Ho, 1994)
- Biffarius melissae Poore, 2008
- Biffarius pacificus Guzman ⁇ Thadje, 2003
- Biffarius poorei  (Sakai, 1999)